# Alphonse Levy
Alphonse Levy (geboren 19. November 1838 in Dresden; gestorben 25. Januar 1917 in Berlin) war ein deutsch-jüdischer Publizist. Er schrieb auch unter den Pseudonymen Alphonse Müller und Ernst Maurer.

## Leben
Alphonse Levy war Sohn eines Zigarrenfabrikanten. Er betrieb Talmudstudien bei seinem Onkel David Wolf Landau und bei Zacharias Frankel, mit dem er ebenfalls verwandt war, und besuchte in Dresden die jüdische Schule und die Dreikönigschule. Er war Redakteur der Dresdner Nachrichten, der Dresdner Zeitung und der Sächsischen Dorfzeitung.
Levy trat als Publizist für die jüdische Gleichberechtigung ein und bekämpfte den Antisemitismus. Er war 1894 bis 1912 Generalsekretär des Centralvereins deutscher Staatsbürger jüdischen Glaubens. Unter seiner Leitung erschien seit 1895 die Zeitschrift des Vereins Im deutschen Reich. Mehr als zwei Jahrzehnte lenkte er das Geschick des Blattes bis 1916 und veröffentlichte selbst zahlreiche Artikel darin.
Levy wurde auf dem Jüdischen Friedhof Weißensee beerdigt.

## Werke
- Jean Jacques Rousseau. Vortrag gehalten am 21. Februar 1879 im Mendelssohn Verein zu Dresden. R. Skrzeczek, Loebau (Westpreußen) 1879.
- „Im Burgkeller“ und andere Erzählungen (unter dem Pseudonym „Ernst Maurer“). Zückler, Zwickau i. S. 1891.
- Die Erziehung der jüdischen Jugend zum Handwerk und zur Bodenkultur. Billig, Berlin 1895 (ub.uni-frankfurt.de).
- Geschichte der Juden in Sachsen. Calvary, Berlin 1900 (ub.uni-frankfurt.de).
- Erlebt – Erzählungen aus dem jüdischen Familienleben. Hesperus-Verlag, Berlin 1914.
- Meisterwerke der Dresdner Galerie. Commissions-Verlag von M. Heßling, Leipzig 1883 (Wikisource).